# Johan Martin Rothlöben
Johan Martin Rothlöben, före adlandet 1698 Ziervogel, född 19 mars 1657 i Stockholm, död 25 februari 1701 i Reval, var en svensk läkare. Han var halvbror till Evald Ziervogels farfar.

## Biografi
Johan Martin Rothlöben föddes 1657 i Stockholm. Han var son till hovapotekaren Samuel Ziervogel den äldre och Birgitta Rothlöben i Stockholm. Rothlöben tillhörde en tysk, till Sverige 1647 inflyttad familj, som under det närmaste århundradet lämnade flera medlemmar till svenska apotekar- och läkarkårerna. Han studerade medicin i Uppsala under Hoffvenius, reste sedan utrikes, blev 1679 medicine doktor i Leiden på avhandlingen De scorbuto samt återkom 1680 till Sverige och bosatte sig som praktiserande läkare i Stockholm. Han utnämndes 1693 till livmedikus och adlades 1698 med namnet Rothlöben, som var hans mors släktnamn. År 1700 följde han Karl XII till Livland. Bland hans skrifter märks den första i Sverige offentliggjorda farmakopén, Pharmacopoeia holmiensis galeno-chymica (1686).

### Familj
Rothlöben gifte sig 17 maj 1681 med Margareta Charitas Bezelia (1662–1727). Hon var dotter till kyrkoherden Christopher Bezelius i Stockholm. De fick tillsammans barnen Barbara Rothlöben (1682–1698), Brita Justina Rothlöben (1683–1698), majoren Christoffer Rothlöben (1684–1740) vid Västgöta kavalleriregementet, Samuel Rothlöben (1686–1687), Charistas Rothlöben (1688–1688), löjtnanten Christian Rothlöben (1689–1746) vid sluproddarregementet, Sofia Elisabet Rothlöben (1691–1768), Johanna Margareta Rothlöben (1693–1697), Carl Rothlöben (1694–1696), sergeanten Johan Martin Rothlöben (1695–1731) vid livgardet, Margareta Charitas Rothlöben (1696–1697) och Carl Fredrik Rothlöben (1698–1698).